# Пархоменко, Алексей Серапионович
Алексей Серапионович Пархоменко (1909, Москва — 1982, Москва) — советский математик, специалист в области высшей геометрии, педагог высшей школы.

## Биография
Родился в 1909 году семье известного шеф-повара. Из-за перенесённой в раннем детстве скарлатины ослеп на оба глаза.
После смерти родителей воспитывался в специализированном детском доме для слепых. Учился успешно, отличался музыкальными способностями, играл на фортепиано и особенно хорошо на скрипке.
В 1930 году поступил на математическое отделение физико-математического факультета МГУ, после преобразования которого окончил в 1935 году математическое отделение механико-математического факультета МГУ — ученик П. С. Александрова.
После защиты кандидатской диссертации «О взаимно-однозначных и непрерывных отображениях» в 1938 году получил учёную степень кандидата физико-математических наук; с 1939 года — доцент кафедры топологии (затем — высшей геометрии и топологии) механико-математического факультета МГУ, до своей смерти в 1982 году.
Несмотря на полную слепоту был одним из ведущих преподавателей механико-математического факультета.

Семинарские занятия по аналитической геометрии у нас вёл Алексей Серапионович Пархоменко. Он бы незрячим, но хорошо ориентировался в предмете. Например, когда на доске рисовали гиперболу, он подсказывал, что график надо тянуть к асимптоте— А. В. Гулин Мехматяне вспоминают:5. Москва 2015
Был одним из руководителей семинара по теоретико-множественной топологии (с П. С. Александровым, Л. А. Тумаркиным; И. В. Проскуряковым).
Умер в Москве 16 февраля 1982 года.